# 坂本秀之
坂本 秀之（さかもと ひでゆき）は、日本の外交官。
青森県出身。1979年、東京外国語大学ドイツ語学科卒業、外務省入省。大韓民国公使、2012年9月在フランクフルト日本国総領事館総領事、2015年6月29日在ナミビア特命全権大使を経て、2018年2月2日在ボスニア・ヘルツェゴビナ特命全権大使。